# Linkskatholizismus
Linkskatholizismus bezeichnete in der ersten Hälfte des 20. Jahrhunderts jene Strömungen innerhalb des deutschen politischen Katholizismus, die sich aus religiösen Motiven auf der linken Seite des politischen Spektrums positionierten. Wegen des stark integrierenden Charakters der Zentrumspartei für das katholische Minderheitsmilieu im Deutschen Reich muss zunächst das Engagement auf dem linken Flügel der demokratischen, sozialen und antiliberalen Zentrumspartei von vereinzelten katholisch inspirierten Sozialisten unterschieden werden.
Der Begriff „Linkskatholizismus“ wurde aus der französischen Diskussion übernommen (französisch catholiques de gauche), in der er jedoch eher eine republikfreundliche, meist antiroyalistische Haltung umschrieb.

## Katholische Kirche und Politik in Deutschland

### Kaiserreich 1871–1918
Unter dem Einfluss des caritativen und publizistischen Wirkens des „Arbeiterbischofs“ Wilhelm Emmanuel von Ketteler und Adolph Kolpings forderten die Kleriker Franz Hitze und Wilhelm Hohoff die Sorge von Kirche und Staat um die Lebensbedingungen der Arbeiterschaft auf unterschiedlichen Wegen ein. Während Hitze sich als Reichstagsabgeordneter und Sozialpolitiker für den aktiv eingreifenden Staat und Hilfseinrichtungen der Kirche einsetzte, vertrat der in der Öffentlichkeit als der „Rote Pastor“ bekannte Hohoff die Auffassung der Vereinbarkeit einiger Teile der marxistischen Gesellschaftslehre mit dem Christentum. Hohoff erlebte eine gewisse Renaissance unter den katholischen Sozialisten der Weimarer Republik und unter den katholischen Achtundsechzigern.

### Weimarer Republik und 1933–1945
Mit dem Ende des Kaiserreichs 1918 erlangten die katholischen Vereine und Bünde wieder mehr Bewegungsfreiheit – auch in ausgesprochenen Diaspora-Regionen wie Berlin. So konnte sich in der Weimarer Republik nach 1918 ein Milieu alternativer christlicher Gruppen entwickeln, das zum Pazifismus und teilweise auch zum Sozialismus tendierte. Der Horror des gerade beendeten Weltkriegs und die Fragwürdigkeit der üblichen Nähe des Klerus zum Militär führte zur Gründung katholisch-pazifistischer Gruppen wie zum Beispiel der Friedensbund Deutscher Katholiken von 1919 bis 1933.
Manche revolutionäre Hoffnungen auf eine Überwindung des kapitalistischen Systems ließen christlich-sozialistische Gruppen wie den Bund der katholischen Sozialisten und deren Rotes Blatt in den Jahren 1929 und 1930 entstehen. Zu ihren Leitfiguren zählten christliche Gewerkschafter wie Heinrich Mertens und Ernst Michel, während etwa die Rhein-Mainische Volkszeitung christlichen Publizisten wie dem sozial engagierten Unternehmer Friedrich Dessauer, Heinrich Scharp oder Walter Dirks, dem Sekretär von Romano Guardini, ein vielbeachtetes Forum bot. Als dezidiert linkskatholische Partei bestand des Weiteren die kleine Christlich-Soziale Reichspartei.
Zum Disput über Reformtheologie, Gesellschafts- und Kirchenreformen trug auch der linke Flügel der katholischen Jugendbewegung vieles bei – vor allem im Quickborn und in den Werkheften junger Katholiken (1931–1933). Von den vielen linkskatholischen Initiativen seien ferner genannt:
- Die Soziologische Arbeit von Ernst Michel
- Die Sozialismusdiskussion und Karl-Marx-Rezeption von Theodor Steinbüchel
- die Akademie der Arbeit und das Institut für Sozialforschung in Frankfurt am Main.

Dieses vielfach vernetzte Milieu stärkte den linken Reformflügel der deutschen Zentrumspartei und war der Nährboden für den Linkskatholizismus bis nach 1945. In diese Gemengelage der Zwischenkriegszeit wirkten auch die vom Kirchenvolk rasch angenommenen Liturgiereformbestrebungen – etwa des in Klosterneuburg wirkenden sudetendeutschen Augustiners Pius Parsch und anderer. Sie verstärkten das Gefühl vieler kritischer Christen, sozusagen „Kirche von unten“ zu sein, ohne das dieser Begriff damals formuliert worden wäre, da Treue zur Hierarchie das Kennzeichen aller Katholiken war.
Die Nazizeit schwächte dieses Milieu allerdings entscheidend. Zwar entstanden, wie evangelischerseits starke, so katholischerseits auch vereinzelte christlich-nationalsozialistische Gruppierungen wie die Arbeitsgemeinschaft für den religiösen Frieden, wurden aber meist von den Ortsbischöfen verboten (wie zum Beispiel Ende 1938 in der „Ostmark“ (Österreich) vom später heftig kritisierten Kardinal Theodor Innitzer).
Doch das rückgratlose Paktieren mancher Bischöfe mit der Nazi-Obrigkeit beraubte die kritischen Katholiken ihres Wirkungsrahmens. Während sich die Bekennende Kirche in der evangelischen Konfession durch deren andere Struktur zusammenfinden konnte, musste der Widerstand der progressiveren Katholiken fast ohne institutionellen Rückhalt bleiben. Was heute schwer nachvollziehbar ist, erzeugte einen Riss in der katholischen Identität, der nicht ganz verheilte. Bei alldem darf jedoch nicht vergessen werden, dass die katholischen Institutionen im deutschen Reich seit 1871 in einer Minderheitsposition waren und ihre antimodernen Grundhaltungen ein unpolitisches Empfinden begünstigten.

### Deutschland seit 1945
Die Vorläuferorganisationen und Gründerkreise der CDU und CSU hatten im Frühsommer 1945 zum Teil deutliche sozialistische und sozialreformerische Tendenzen. Die Wende zur heutigen bürgerlichen und konservativen Partei vollzogen sie erst Ende 1945, als Adenauer sichtbar in die Politik der Nachkriegszeit eingriff und nachdem sich die protestantisch geprägten norddeutschen CDU-Verbände organisiert hatten. Adenauer war ein erklärter Gegner solcher sozialistischer, sozialreformerischen Ideen. Seine frühen Kontakte zu norddeutschen protestantischen Politikern hatten eine große Bedeutung für die weitere politische Ausrichtung der CDU. Das Bündnis zwischen Adenauer und den Protestanten hatte nicht zuletzt das Ziel, die sozialistischen Tendenzen des politischen Katholizismus zu bekämpfen.
Einen sozialistischen Charakter hatten u. a. zweifellos die Programmideen des Kölner Gründerkreises der CDP, der späteren CDU. Dieser war fast schon das geistige Zentrum des Linkskatholizismus, obwohl gerade im rheinisch-katholischen Köln der Politiker Adenauer in den zwanziger Jahren zu seinen bedeutendsten Erfolgen kam.
Die Initiatoren des Kölner Kreises waren u. a. der Verleger Theodor Scharmitzel, der Studienrat Leo Schwering und der Justitiar und Bürgermeister von Krefeld-Uerdingen am Rhein Dr. Wilhelm Warsch. Seinen Höhepunkt erreichte die inhaltlich-politische Auseinandersetzung bei der Wahl des CDU-Landesvorsitzenden im Rheinland Anfang Februar 1946 in Uerdingen, bei der Adenauer gegen den kommissarischen Vorsitzenden Schwering kandidierte und obsiegte. Keiner des Kölner Kreises machte danach noch eine politisch Karriere. Lediglich Warsch wurde im März 1946 Regierungspräsident von Köln. Ihr Programm geriet in Vergessenheit, von dem Schwering sagte, es sei „das Urprogramm für jegliche christliche Politik in ganz Westdeutschland“. Diese „Kölner Leitsätze“ wurden 1945 von Warsch, Schwering, Scharmitzel mit Hilfe des Paters Eberhard Welty von der Albertus-Magnus-Akademie des Dominikanerkloster St. Albert bei Bonn niedergeschrieben.
Sie waren fast schon sozialistisch: „Das Gemeineigentum darf so weit erweitert werden, wie das Allgemeinwohl es erfordert. Post und Eisenbahn, Kohlenbergbau und Energie-Erzeugung sind grundsätzlich Angelegenheit des öffentlichen Dienstes. Das Bank- und Versicherungswesen unterliegt der staatlichen Kontrolle.“ Zur etwa gleichen Zeit entwickelte der hessische CDU-Gründerkreis um Heinrich von Brentano, Eugen Kogon und Walter Dirks, die „Frankfurter Leitsätze“: „Wir wollen, dass die Wirtschaft im großen einheitlich und planvoll gelenkt werde, weil nur dadurch … ein Wiederaufbau nach sozialen und gesamtwirtschaftlichen und nicht nur nach privatwirtschaftlichen Rentabilitätsgrundsätzen gesichert werden kann.“
Ebenso sozialistisch war das erste Programm des Gründerkreises der CSU in Franken. Initiator zur Parteigründung war in Würzburg Adam Stegerwald, der bereits in der Weimarer Republik christlicher Gewerkschaftsführer war. Ziel war ursprünglich die Gründung der „Christlich-soziale Arbeiter- und Bauernpartei“. Stegerwald entschloss sich aber später zu dem weniger provozierenden Parteinamen „Christlich-Soziale Union“ (CSU), wobei das Adjektiv „sozial“ im Partei-Namen das einzige war, was von seiner sozialistische Initiative geblieben ist. Im ersten Programm des Stegerwaldschen (Würzburger) Gründerkreises hieß es: „Die Schlüsselindustrien, die Bodenschätze, der Bergbau, die Energiewirtschaft und alle monopolartigen Unternehmungen sind entweder in das Staatseigentum zu überführen oder dem Einfluss der öffentlichen Gewalt zu unterstellen.“
Als sich dann im Sommer 1947 der führende katholische Berliner CDU-Politiker Jakob Kaiser und der rheinische Katholik und CDU-Mann Karl Arnold in dem Vorhaben vereinigten, die Ruhr-Industrie zu vergesellschaften, konnte sich Adenauer bei der Abwehr dieser Bestrebungen der Hilfe der norddeutschen CDU-Verbände sicher sein. Bis zur Gründung der Bundesrepublik Deutschland 1949 gelang Adenauer die sozialistischen Entwicklungen innerhalb der CDU/CSU zurückzudrängen.
Bereits 1946 wurde die Christlich-Demokratische Arbeitnehmerschaft gegründet. Die Gründung der CDA wurde vor allem von ehemaligen christlichen Gewerkschaftern in den Arbeiterhochburgen Nordrhein-Westfalens betrieben. Die offizielle Gründung der CDA fand im Jahr 1946 im Kolpinghaus in Herne statt. In den Anfangsjahren stand für die CDA programmatisch vor allem die Soziale Frage, d. h. die materielle Sicherheit der Arbeitnehmer und deren Stellung in den Betrieben im Vordergrund, womit der linkskatholizistische Flügel weitgehend in die Partei integriert wurde.
Anders war es bei der SPD. In der Nachkriegszeit bis etwa 1960 war ein politisches Engagement deutscher Katholiken in der deutschen Sozialdemokratie eine seltene Ausnahme, weil die offizielle katholische Kirche eine eindeutig antimarxistische Position hatte, aber gleichzeitig starkes soziales Engagement entwickelte.
Auch heute sind nur wenige prominente Sozialdemokraten katholisch; zu ihnen gehörten bzw. gehören der 2008 aus dieser Partei ausgetretene Wolfgang Clement, Georg Leber, Wolfgang Thierse sowie die ehemaligen Parteivorsitzenden Hans-Jochen Vogel, Franz Müntefering, Kurt Beck und Oskar Lafontaine und die ehemalige Parteivorsitzende Andrea Nahles.
Die vereinzelten Linkskatholiken der Nachkriegszeit kritisierten während der Ära Adenauer die Westbindung der Bundesrepublik sowie ihre Wiederaufrüstung und engagierten sich pazifistisch. Sprachrohre der Linkskatholiken waren Publikationen wie Ende und Anfang um Franz Josef Bautz und Theo Pirker, die Frankfurter Hefte um Walter Dirks und Eugen Kogon und die werkhefte um Christel Beilmann und Gerd Hirschauer.
Der Linkskatholizismus artikulierte sich jedoch überwiegend innerhalb des politischen Spektrums der christdemokratischen Parteien. Prominente Beispiele der jüngeren Vergangenheit sind etwa Norbert Blüm, Heiner Geißler und Rita Süssmuth, die auch mit kirchenkritischen Äußerungen hervortraten.
Im Konflikt zwischen Aufbruchstimmung des Zweiten Vatikanischen Konzils von 1962 bis 1965 und retardierendem Reformprozess im deutschen Katholizismus artikulierten sich vor allem zwei linkskatholische Intellektuellengruppen: die etwas etablierteren Akademiker des Bensberger Kreises und der von den Achtundsechzigern geprägte kritische Katholizismus, die sich ebenfalls expressiv in Publikationen und Diskussionsforen auf den Katholikentagen zu Wort meldeten. Personale Kontinuität lässt sich schließlich bei der Gründung der Initiative Kirche von unten ab 1980 feststellen. Die kritisch-selbstbewusst gewordenen Studierenden versuchten in der 1973 gegründeten Arbeitsgemeinschaft katholischer Studenten- und Hochschulgemeinden zusammen mit ihrer überregionalen Interessenvertretung auch ein allgemeinpolitisches Mandat wahrzunehmen; dies führte zum Dauerkonflikt mit den katholischen Bischöfen und im Jahr 2000 zu ihrer Auflösung.
Die theologische Linke – sofern man liberale Richtungen dazu zählen kann, etwa Hans Küng – wurde von konservativen Vertretern zunehmend als „progressistisch“ bezeichnet. Hingegen bezeichnet der Traditionalismus – seinerseits teilweise ein Rest der rechtsextremen französischen catholiques à droite – die „Konzilskirche“ insgesamt als dem Modernismus verfallen.
Ein besonderes Problem stellte aus Sicht des katholischen Lehramts die marxistisch inspirierte Variante der Befreiungstheologie dar, die in den 1980er-Jahren zurückgedrängt wurde. Eine fundierte Kapitalismuskritik auf dem Boden der katholischen Soziallehre findet bislang nur wenig Gehör in der Öffentlichkeit, da die kirchliche Sozialdoktrin nicht unmittelbar politisch argumentiert, sondern sich im Horizont naturrechtlich inspirierter Kategorien der Vernunft um Prinzipien einer gerechten Gesellschaftsordnung bemühen will.
In den 1970er- und 1980er-Jahren tendierte die jüngere Generation der deutschen Katholiken mehrheitlich zur gemäßigten Linken, während zuvor die Katholische Jugend eher der rechten Mitte nahestand. Im Kontrast zum Zentralkomitee der deutschen Katholiken – das die katholischen Laienverbände repräsentiert – und seinen überwiegend der CSU und CDU nahestehenden, staatsnahen Mitgliedern suchten diese Gruppen nach einer staatsfernen christlichen Identität, die sich gegenüber den Grundentscheidungen der „Ära Adenauer“ wie Westbindung, Marktwirtschaft und Europäische Integration kritisch verhielt. Infolge der Umbrüche seit 1989 ist der deutsche Linkskatholizismus heute weniger als eine relevante politische Gruppierung erkennbar, obwohl er sich durch Einzelpersonen wie etwa Friedhelm Hengsbach SJ weiterhin oft in der Gesellschafts- und Sozialpolitik zu Wort meldet. Seit den 1990er-Jahren sind zunehmend Politiker der Grünen als Vertreter des Linkskatholizismus bekannt geworden, z. B. Christa Nickels und Winfried Kretschmann, die ihn auch im Zentralkomitee der deutschen Katholiken vertreten.
In den Medien wird der Linkskatholizismus weiterhin von Publik-Forum vertreten.
Die DDR ließ dem eigenverantwortlichen Engagement von Katholiken in der Politik keinen Raum. Offiziell bestand die CDU im Osten weiter: innerhalb des Demokratischen Blocks (Blockparteien). In dieser Partei überwogen staatsnahe protestantische Funktionäre. Die wenigen katholischen Mitglieder betrachteten sich selbst als Linkskatholiken, wenn auch keine staatskritische Funktion von ihnen ausging. Sie gruppierten sich um die Zeitschrift Begegnung und organisierten die Berliner Konferenz Europäischer Katholiken bis zur Wende.

## Andere Länder

### Österreich
In Österreich ist die Situation ähnlich, doch spielt die katholische Soziallehre eine etwas größere Rolle als in der Bundesrepublik Deutschland. Sie wird unter anderem durch Laienorganisationen, die Caritas Österreich und durch Aktivitäten von Bildungshäusern im Bewusstsein der Öffentlichkeit gehalten, aber auch durch regelmäßige Schwerpunktsetzungen der Bischofskonferenz gefördert.
Vertreter der Nachkriegszeit ist unter Anderen Josef Dobretsberger.
Durch die Wende hin zur Mitte-rechts-Regierung von Wolfgang Schüssel sind nun viele Linkskatholiken auf Seiten der Regierungskritiker und der Grünen zu finden, während sie in den 1990er-Jahren als parteipolitisch eher indifferent oder uninteressiert erschienen. Die Politik der Volkspartei fußt zwar weiterhin auf den früheren Parteiprogrammen, wurde aber seit der Koalition mit einer Rechtspartei häufiger im Spannungsfeld zwischen Wirtschaftspolitik und christlich-sozialen Positionen wahrgenommen.
Das politische Interesse der Jugend, das vor 2000 unter 10 % lag, ist durch die langen Regierungsverhandlungen 1999 und 2003 kurzfristig auf über 30 % gestiegen, nun allerdings bei rund 20 % stabil. Die Gespräche zu einer schwarz-grünen Koalition wurden von linkskatholischer Seite interessiert verfolgt, was wiederum zu einer Milderung kirchenkritischer Positionen bei den Grünen geführt hat. Die Kritik der Caritas und der evangelischen Diakonie Österreich an einigen Änderungen des Fremdengesetzes hat insgesamt zu einer pointierteren Sicht rechts- bzw. linkskatholischer Politik geführt.
Die innerkirchlich-progressiven Initiativen des Kirchenvolks-Begehrens sind allerdings ähnlich wie in den Nachbarländern durch eine resignative Haltung gegenüber neokonservativen Tendenzen in den Hintergrund getreten.
In den 1980er-Jahren kam es zu mehreren sehr konservativen Bischofsernennungen, die in großen Teilen der Kirche zu heftigen Protestaktionen führten. Im Zuge dessen wurde von Pfarrer Rudolf Schermann die Zeitschrift Kirche intern gegründet – einerseits als Organ für interne Kirchenkritik, andrerseits zur Förderung neuer, gemeinschaftsbetonter Wege im Katholizismus. Heute erscheint sie unter dem Titel Kirche in mit zusätzlichen Schwerpunkten im Bereich der Ökumenischen Bewegung.

### Italien
In Italien war das Parteienspektrum seit dem Zerfall der Democrazia Cristiana (DC) im Jahr 1994 wesentlich variabler als in den deutschsprachigen Ländern. Die früheren linken und rechten Parteiflügel der DC bildeten zunächst statt Splitterparteien eigenständige, mittelgroße Parteien (siehe La Margherita und UnCD bzw. UDC). Seit den Regierungswechseln 1995 und 2001 sind sie auf der jeweiligen Seite Allianzen eingegangen und stehen sich oft distanzierter gegenüber als unter den früher meist christdemokratischen Ministerpräsidenten.

### Schweiz
In der Schweiz spalteten sich ab 1989 Linkskatholiken von der Zentrumspartei Christlichdemokratische Volkspartei (CVP) ab und gründeten die Christlichsoziale Partei der Schweiz, die besonders in ländlichen Kantonen, in denen die CVP traditionell eher konservativ ausgerichtet ist, Anklang findet.

## Resümee der letzten Jahrzehnte
Den Vertretern des kirchenkritischen Linkskatholizismus der 1980er-Jahre ist es in Deutschland und Österreich nicht gelungen, die jüngere Generation in stärkerem Ausmaß an Gesellschaft und Kirche zu interessieren. Nur medial präsente Ereignisse wie Regierungswechsel, Kirchentag und Weltjugendtag haben eine zunehmende Politikmüdigkeit in Grenzen gehalten. Gleichzeitig riefen aber beispielsweise der Zweite und Dritte Golfkrieg großes Engagement auch junger Katholiken hervor, während soziale Fragen nur vergleichsweise wenig politisches Engagement auslösen.
Auch eine zweite Entwicklung beeinflusst die katholische Linke: Da der offizielle Katholizismus inzwischen im weltweiten Kontext gegenüber den Krisen der Gegenwart kritische Positionen bezieht, sehen sich engagierte, aber fromme junge Christen heute nicht mehr zu einer explizit „linken“ Zuordnung herausgefordert, sondern finden sich in den Stellungnahmen der kirchlichen Amtsträger etwa zu Fragen der Entwicklungspolitik, der Sozialpolitik und der Flüchtlingspolitik oftmals wieder.
Die kirchliche Lehre empfiehlt heute – eingeleitet durch Papst Pius XII. 1944 – die demokratische Regierungsform als für den modernen Staat vorzugswürdig. Wer zu explizit autoritären Gesellschaftskonzepten neigt, hat im Katholizismus der Gegenwart keinen Rückhalt mehr. Andererseits ist seit etwa 1970 das politische Interesse der Christen wie der gesamten Gesellschaft gesunken und wird derzeit allenfalls durch die mit der „Überalterung“ und der Arbeitslosigkeit zusammenhängenden Themen wie beispielsweise Familienpolitik, Vätermonate und Kündigungsschutz am Leben gehalten.